# الرياضيات في الفلك
الْرِّيَاضِيَّاتُ فِي الْفَلَكِ (بالإنجليزية:Mathematics in astronomy) الرياضيات والفلك هما علمين بينهما ترابط كبير، حيث يعتمد علم الفلك على علم الرياضيات في أشياء عديدة، مثل تحديد الكواكب والنُّجوم.

## أشهر الأسماء في المجال

### نيكولاس كوبرنيكوس
جمع الكثير من المشاهدات والملاحظات الفلكية الهامة بل الهامة جدًا خلال حياته، لكنه لم يتمكن من فهمها أو تحليلها بسبب عدم وجود مهارات رياضية لديه في هذا الجانب.
أمضى 20 عامًا من العمل على نظرية مركزية الشمس وكان عمله الأساسي تحت عنوان «عن دوران الأجرام السماوية» وقد انتهى من هذا العمل في عام 1539م، وقد ظهر عمله هذا لأول مرة في عام 1543م في مدينة فيرمبورك قبل وفاته بعدة سنوات. ألّف بحثًا وعرضه على أصدقائه وزملائه وخلاصة هذا البحث أن الشمس هي مركز هذه المجموعة التي من بينها كوكب الأرض. كما ألّف كتاب عدد دورة الأجرام السماوية في سنة 1533 في هذا الكتاب أثبت: أن الأرض تدور حول نفسها، وأن القمر يدور حول الأرض، وأن الأرض والكواكب الأخرى كلها تدور حول الشمس.

### يوهانس كيبلر
كان أول من وضع قوانين تصف حركة الكواكب بعد اعتماد فكرة الدوران حول الشمس كمركز لمجموعة الكواكب من قبل كوبرنيكوس وغاليلي. كان يوهانس كيبلر مساعدًا لتايكو براهي (تيخو براهي) يعمل معه في مرصده، وبذلك ورث كيبلر جميع الإنجازات الرصدية لتايكو براهي فعكف على دراسة مسار كوكب المريخ محاولًا وضع نموذج هندسي لحركة هذا الكوكب حول الشمس. فما لبث أن اكتشف أن نموذج المسار الإهليجي (وليس الدائري) يحقق النتائج الأرصادية بدقة كبيرة، بحيث تقع الشمس في إحدى بؤرتي الإهليج.
إن قوانين كبلر هي التي هَدَت العالِم الإنجليزي إسحاق نيوتن إلى اكتشاف قانون التجاذب الكوني (قانون الجذب العام) حيث بينت قوانين كبلر أن هناك قوة جاذبية بين الكواكب، حيث قال نيوتن: «إن ما قمت به من اكتشافات كان فوق أكتاف كثير من العمالقة، وكبلر هو واحد من هؤلاء العمالقة».

### ثابت بن قرة بن مروان
وهو أول من توصل لحساب طول السنة الشمسية حيث حددها بـ 360 يومًا و6 ساعات و9 دقائق و12 ثانية وهو تقريب دقيق للسنة الشمسية في ذلك الزمان.
ومن أهم مؤلفاته في الفلك: رسالة في حساب رؤية الأهلة، رسالة في حركات النيّرين، مختصر في علم النجوم، رسالة في سنة الشمس بالأرصاد، كتاب في آلات الساعات التي تسمى رخامات، كتاب في حساب خسوف القمر والشمس.

### سنسورنيوس
استنتج تاريخين لسنتين حدث فيهما شروقا شمسيا للنجم سيريوس أيام الفراعنة، كما وصلت إلينا نصوص تذكر أيام شروق الشمس للنجم سيريوس. وتكمن أهمية هذه التواريخ في معرفة أزمِنة حكم الملوك الذين حدث أثناء حكمهم شروق شمسي للنجم سيريوس بفضل النصوص التي وصلت إلينا بتلك الفترة.

## الحضارات القديمة

### الحضارة الإسلامية
تُرجِمَت في خلافة أبي جعفر المنصور بعض أعمال العالم السكندري القديم بطليموس القلوذي، ومن أهمِّها كتابه المعروف باسم المجسطي. واسم هذا الكتاب في اليونانية أي (الكتاب الأعظم في الحساب) والكتاب موسوعة معارف في علم الفلك والرياضيات. وقد أفاد منه علماء المسلمين وصححوا بعض معلوماته وأضافوا إليه.
وعن اللغة الهندية، تُرجِمَت أعمال كثيرة مثل الكتاب الهندي المشهور في علم الفلك والرياضيات "Siddhanta" أيّ «المعرفة والعلم والمذهب».

### الفراعنة
اقتصرت الموضوعات العلمية التي اهتم بها المصريون القدماء على الرياضيات والفلك والطب والكيمياء، وما وجدناه يدل على التطور والرقي الذي وصل إليه المصري القديم في هذه العلوم وكانت الدقة من أهم صفات المصري القديم التي مَكّنَته بجانب العلم من عمل هذه الصروح على أُسس علمية صحيحة.
- قياس الزمن عند الفراعنة: كان قياس الزمن بالـسنوات حيث كانت السنة تتكون من 12 شهرًا كل شهر 30 يوما والشهر 3 أسابيع كل أسبوع10 أيام وفي نهاية السنة كان يضاف 5 أيام مكملة ليصبح عدد أيام السنة 365 يوما لتتفق مع الحقائق الفلكية.
- كما وقُسِّمَتْ السنة إلى 3 فصول كل منها 4 أشهر هي:-
فصل الفيضان، فصل الشتاء، فصل الصيف.
وكان اليوم 24 ساعة يتساوى فيها عدد ساعات الليل والنهار، كذلك كان طول الساعة الزمنية يختلف حسب الفصول. 
ولقياس الزمن استخدموا المزاوِل والساعات المائية وكان يصاحب الساعة المائية تدريج لتعديل طول الساعة الزمنية حسب الأشهر.
- أما بالنسبة للسنة قد كان هناك تقويمان في العصر الفرعوني هما:التقويم المدني(الرسمي) والتقويم الشمسي (الفلكي). التقويم الرسمي تتكون فيه السنة من 365 يوما ولا توجد سنوات كبيسة (بمعنى أن السنة كانت تفقد يوما كل 4 سنوات)، وقد ارتبط هذا التقويم بحادثة فلكية واحدة وهي الشروق السنوي للنجم سيريوس(أحد نجوم كوكبة الكلب الأكبر) مع شروق الشمس نفسها (شروقا شمسيا) وقد تم تحديد هذا اليوم حسب التقويم اليولياني (نسبة إلي يوليوس قيصر) وهو يوم 19 يوليو، أما بالنسبة للتقويم الفلكي فهو يتكون من 4/1 365 يوما، لذا كان يضاف يوما كل أربع سنوات للتقويم مما جعل بمرور وقت السنة الرسمية(المدنية) تسبق السنة الفلكية بشهر كل 120 سنة. 
كما نجد التقويمين يتطابقان كل 1460 سنة لمدة 4 أيام.
وكان التقويم الفلكي يستخدم في الزراعة وتحديد الأعياد الدينية.
عنيَ المصريون بدراسة الفلك وساعد على ذلك مناخ مصر الجاف حيث تخلو السماء من الغيوم إلا في القليل النادر، من ثمّ تكون دراسة السماوات سهلة ميسرة. وكانت مواضع المجموعات ومسارات الكواكب معروفة وذلك لأن عمليات الرصد بدأت في وقت مبكر، وكانت أهم مجموعتين من النجوم هما: نجوم الدب الأكبر السبعة والتي كانت معروفة بالنجوم الخالدة أما المجموعة الثانية فهي: اريون والذي كان يعتبر معبودا وأهم النجوم التي عرفوها هو النجم الشعرى (سيريوس)، وتكمن أهميته أن ظهوره كان دليلا على الفيضان وكان يحتفل بظهوره في الفجر في الصيف.

### الأغريق
وفي حوالي العام 150 ق.م. استخدم الفلكي الإغريقي (بطليموس) الهندسة وحساب المثلثات في الفلك لدراسة حركة الكواكب، وتم هذا في أعماله المكونة من 13 جزءًا. عُرِفَت فيما بعد بالمجسي.
- مخطوطة إقليدس (القرن العاشر): تحوي المسافة بين الشمس والقمر وحجم كل منهما، كما تحوي على أقطار الشمس والقمر في القرن العاشر وهي أقدم وأفضل مخطوطة لمجموعة الأعمال الفلكية اليونانية. 
كما أن مجموعة "pappus" تشمل على مواضيع الهندسة وعلم الفلك والميكانيكا ويعتبر ذلك العمل الأهم والأخير في الرياضيات اليونانية.